# Trung tâm Công nghệ xử lý bom mìn
Trung tâm Công nghệ xử lý Bom mìn là đơn vị thuộc Binh chủng Công binh, được phong danh hiệu Anh hùng Lực lượng Vũ trang, có nhiệm vụ dò tìm, xử lý bom, mìn, vật nổ sau chiến tranh.

## Chức năng
–  Là đầu ngành toàn quân, làm tham mưu cho Binh chủng Công binh và Bộ Quốc phòng về kỹ thuật dò tìm, xử lý bom mìn, vật nổ. Huấn luyện nhân viên chuyên môn kỹ thuật chuyên ngành. Là tổ chức nghiên cứu, ứng dụng, trực tiếp triển khai việc xử lý và dò tìm bom mìn, đạn dược, vật nổ.
– Làm tham mưu cho Binh chủng Công binh và Bộ Quốc phòng về kỹ thuật dò tìm, xử lý bom mìn, vật nổ;
– Nghiên cứu ứng dụng công nghệ xử lý, dò tìm bom mìn, đạn dược, vật nổ.
– Chỉ huy các lực lượng thuộc quyền tiến hành khảo sát, dò tìm và xử lý bom mìn vật nổ.
– Tham gia tư vấn, thẩm định, giám định chất lượng các dự án xử lý bom mìn, vật nổ.
– Trực tiếp triển khai các dự án xử lý môi trường liên quan tới bom mìn, vật nổ;
– Trực tiếp tổ chức và tham gia các dự án điều tra, khảo sát, thu thập và quản lý các thông tin về tình hình bom mìn, vật nổ còn sót lại sau chiến tranh ở Việt Nam;
– Biên soạn Quy trình, Định mức, Đơn giá, Hướng dẫn áp dụng, Tài liệu kỹ thuật trong lĩnh vực dò tìm, xử lý bom mìn, vật nổ;
– Huấn luyện nhân viên chuyên môn kỹ thuật dò tìm, xử lý bom mìn, vật nổ.
– Sẵn sàng tham gia khắc phục bom mìn, vật nổ trong mọi tình huống.
– Hợp tác quốc tế trong lĩnh vực nghiên cứu ứng dụng, khảo sát và dò tìm, xử lý bom mìn, vật nổ;
– Tham gia tuyên truyền giáo dục phòng tránh tai nạn bom mìn cho nhân dân.

## Lịch sử
- Trung tâm công nghệ xử lý bom mìn thuộc Bộ Tư lệnh Công binh (Technology Centre for Bomb and Mine Disposal – BOMICEN) thành lập theo Quyết định số 1592/QĐ-BQP ngày 24/09/1996 của Bộ trưởng Bộ Quốc phòng. Giấy phép hành nghề số 5599/BQP do Bộ trưởng Bộ Quốc phòng cấp ngày 31/10/2005.
- Ngày 24-9-2010, tại Hà Nội, Trung tâm công nghệ xử lý bom, mìn thuộc Bộ Tư lệnh Binh chủng Công binh (Bộ Quốc phòng) khai trương trang thông tin điện tử trên mạng internet.

Với tên miền www.bomicen.vn Lưu trữ ngày 4 tháng 6 năm 2019 tại Wayback Machine, đây là trang thông tin điện tử của Trung tâm giới thiệu với bạn đọc trong nước và nước ngoài tình hình ô nhiễm bom, mìn ở Việt Nam sau các cuộc chiến tranh; những dự án, công trình kinh tế quan trọng của đất nước đã được Trung tâm xử lý "sạch" bom, mìn; công bố các công trình khoa học, hướng nghiên cứu nhằm vô hiệu hóa bom, mìn sau chiến tranh; phổ biến quy trình, kỹ thuật phòng, tránh và ứng dụng công nghệ chuyên ngành phát hiện, xử lý bom, mìn ẩn náu trong lòng đất, trong cỏ và ở dưới nước; và Chương trình hợp tác quốc tế khắc phục, xử lý bom, mìn sau chiến tranh.

## Chỉ huy và Lãnh đạo qua các thời kỳ
1996 - 2003: Bùi Minh Tâm, Giám đốc đầu tiên của Trung tâm, Đại tá
Trần Xuân Mạnh, Phó Giám đốc chính trị đầu tiên của Trung tâm, Đại tá
Nguyễn Quốc Việt, Phó Giám đốc chính trị
Đại tá Nguyễn Trọng Cảnh, Giám đốc; Đại tá Đặng Văn An, Chính ủy
Đại tá Lê Kỳ Nghĩa, Giám đốc (nghỉ hưu tháng 7 năm 2023)
Hiện tại: Đại tá Nguyễn Thế Luơng, Giám đốc; Đại tá Dương Văn Chúc, Chính uỷ

## Các phòng, ban
- Ban Giám đốc
- Phòng TM-KH
- Phòng Chính trị
- Phòng KT-AT
- Phòng Hậu cần
- Ban Tài chính

## Các Danh hiệu
Ngày 21 tháng 12 năm 2005, Trung tâm công nghệ xử lý bom mìn (BOMICEN) được Chủ tịch nước ký Quyết định tuyên dương danh hiệu đơn vị Anh hùng Lực lượng vũ trang nhân dân thời kỳ đổi mới
- Trung tâm công nghệ xử lý bom mìn đã được tặng thưởng 6 Huân chương chiến công các hạng về thành tích dò tìm và xử lý bom mìn, vật nổ.
- Ngày 21 tháng 12 năm 2004, với thành tích xuất sắc xử lý an toàn quả bom lớn nhất Đông Dương, cán bộ, chiến sỹ Trung tâm công nghệ xử lý bom mìn đã được Thủ tướng Chính phủ Phan Văn Khải gửi thư khen ngợi.
- Đạt danh hiệu đơn vị quyết thắng từ 2000 đến 2006, từ 1997-2006 liên tục đạt tiêu chuẩn đơn vị vững mạnh toàn diện.
- Trung tâm công nghệ xử lý bom mìn đã nhận được nhiều Bằng khen, Giấy khen của Bộ Quốc phòng, Bộ Tư lệnh Công binh và một số Bộ, Ngành  và địa phương  về  thành tích hoàn thành xuất sắc các nhiệm vụ được giao.

## Thông tin liên hệ
TRUNG TÂM CÔNG NGHỆ XỬ LÝ BOM MÌN (BOMICEN)
Địa chỉ: 290 Lạc Long Quân, Quận Tây Hồ, Hà Nội
Điện thoại: 024-7534017
Fax: 024-7534018
E-mail: bomicen@viettel.vn
Website: www.bomicen.vn Lưu trữ ngày 4 tháng 6 năm 2019 tại Wayback Machine